# Krzysztof Majchrzak (aktor)
Krzysztof Majchrzak (ur. 2 marca 1948 w Gdańsku) – polski aktor filmowy i teatralny, pianista. Doktor sztuk teatralnych, wykładowca Akademii Teatralnej w Warszawie. 

## Życiorys
W 1974 ukończył studia na Wydziale Aktorskim warszawskiej PWST. Studiował też wokalistykę i pedagogikę w Państwowej Wyższej Szkole Muzycznej w Łodzi. W kinie debiutował jeszcze w czasie studiów. W 1970 zagrał w krótkometrażowym filmie telewizyjnym Draka. Do 1979 – kiedy to zagrał zapaśnika z początku XX wieku w Arii dla atlety Filipa Bajona – występował głównie w rolach drugoplanowych. W 1980 za role w tym filmie oraz w filmie Wolne chwile został uhonorowany Nagrodą im. Zbyszka Cybulskiego. Uznanie nie tylko krajowych krytyków filmowych przyniosła mu rola chłopa Kaziuka w Konopielce Witolda Leszczyńskiego. U tego reżysera zagrał także epizodyczną rolę w Siekierezadzie (1985).
W latach 90. i w następnej dekadzie najbardziej owocna dla Majchrzaka okazała się współpraca z Janem Jakubem Kolskim – wystąpił w Cudownym miejscu (1994), Historii kina w Popielawach (1998) i – przede wszystkim – Pornografii (2003) na motywach powieści Witolda Gombrowicza. Kreacja Fryderyka została uhonorowana nagrodą za najlepszą rolę męską na 28. Festiwal Polskich Filmów Fabularnych w Gdyni.
Ma w swoim dorobku wybitne role teatralne, był związany z warszawskimi scenami: Teatrem Narodowym (1974–1975), Teatrem Powszechnym (1975-1991) i Teatrem Studio (1991-2013).
W 2014 został odznaczony Srebrnym Medalem „Zasłużony Kulturze Gloria Artis”.

## Życie prywatne
Ojciec operatora Macieja Majchrzaka.

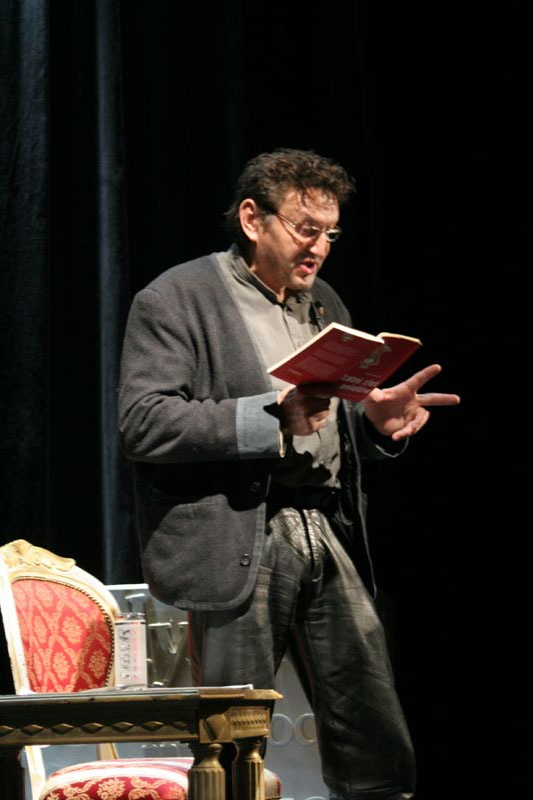
Interpretacje w wykonaniu Krzysztofa Majchrzaka (2008)

## Filmografia
- 1974: Ziemia obiecana – Socha, chłop z Kurowa
- 1974: Koniec babiego lata – Janek Kozioł
- 1974: Ile jest życia – praktykant (głos, odc. 8)
- 1975: Opadły liście z drzew – partyzant Nożyk
- 1975: Czterdziestolatek – inżynier Szczygieł (odc. 10)
- 1976: 07 zgłoś się – Michał, narzeczony Celiny (odc. 2)
- 1976: Brunet wieczorową porą – widz w kinie
- 1976: Wakacje – bramkarz Rysiek
- 1977: Wesołych świąt – Ruina
- 1979: Ród Gąsieniców –
  - Franek Gąsienica (odc. 1),
  - Izydor Gąsienica (odc. 5)
- 1979: Aria dla atlety – Władysław Góralewicz
- 1979: Wolne chwile – Krzysztof Kwaśniewski
- 1979: Golem – brat Rozyny
- 1979: Tajemnica szyfru Marabuta – reżyser Gluś (głos)
- 1980: Wściekły – Lewus
- 1981: Konopielka – Kazimierz „Kaziuk” Bartoszewicz
- 1984: Yesterday – Biegacz
- 1985: Siekierezada – Kaziuk
- 1985: Ga, ga. Chwała bohaterom – policjant z urwaną ręką
- 1986: Pies na środku drogi – kierowca; film telewizyjny
- 1991: Kuchnia polska – mjr Bolko
- 1991–1992: Kuchnia polska (serial) – mjr Bolko
- 1994: Cudowne miejsce – ksiądz Andrzej
- 1998: Amok – „Rekin”
- 1998: Historia kina w Popielawach – Józef Andryszek Piąty
- 2000: Marszałek Piłsudski – Eligiusz Niewiadomski
- 2001: Quo vadis – Ofoniusz Tygellinus
- 2001: Tam, gdzie żyją Eskimosi – płk Vuko
- 2003: Pornografia – Fryderyk
- 2006: Inland Empire – Fantom
- 2016: Las, 4 rano – Forst

## Nagrody
- Nagroda na FPFF w Gdyni
  - Najlepsza pierwszoplanowa rola męska: 1975: Koniec babiego lata
  - 1998: Historia kina w Popielawach
  - 2003: Pornografia
  - Najlepsza drugoplanowa rola męska: 1994: Cudowne miejsce